# Viessmann
Viessmann – niemieckie prywatne przedsiębiorstwo specjalizujące się w systemach grzewczych. Jedna z największych światowych firm w tej branży. Założona w 1917 roku, przez Johanna Viessmanna, później rozbudowana przez jego syna, Hansa Viessmanna.
Viessmann jako pierwszy w świecie zastosował stal nierdzewną do produkcji kotłów. Dzisiaj znajduje się w ponad 34 krajach, zatrudnia prawie 9600 pracowników. Obecnie właścicielem jest dr Martin Viessmann (582 pozycja na liście Forbesa najbogatszych ludzi świata z majątkiem 1,86 miliarda Euro). Główne zakłady produkcyjne firmy Viessmann mieszczą się w Allendorf (Eder) w Niemczech.
W Polsce przedsiębiorstwo posiada 5 oddziałów (we Wrocławiu, Komornikach k. Poznania, Warszawie, Mysłowicach i Gdańsku) oraz zakład produkcyjny w LSSE w Legnicy. W listopadzie 2019 roku firma Viessmann przejęła firmę Kospel – polskiego producenta elektrycznych urządzeń techniki grzewczej. Tym samym Viessmann stał się właścicielem czterech nowoczesnych zakładów produkcyjnych zlokalizowanych na północy Polski (Koszalin – ul. Olchowa oraz ul. BoWiD, Damnica, Karlino).

## Historia
Początki firmy Viessmann sięgają roku 1917. Jej założyciel Johann Viessmann urodził się w 1879 roku w niemieckiej miejscowości Kulmbach. Do I wojny światowej pracował tam jako ślusarz. Później założył własny zakład ślusarski. Początkowo koncentrował się na naprawie maszyn i urządzeń rolniczych. Zainspirowany sugestią miejscowych ogrodników, w 1928 roku Johnn Viessmann zaczął budować kotły.
W krótkim czasie Viessmann rozpoczął w swoim warsztacie produkcję nowych kotłów. W latach trzydziestych XX w. centralny system ogrzewania stał się dominującą technologią, co spowodowało, że kotłowy rynek rozszerzał się. W roku 1937 przeniósł swój biznes do Allendorf (Eder) nad brzeg rzeki Eder, gdzie zbudował nową fabrykę i zatrudnił trzydziestu pracowników.
Podczas II wojny światowej Viessmann kontynuował produkcję stalowych kotłów dla niemieckiej gospodarki. Hans Viessmann, syn założyciela firmy, służył jako żołnierz w Grecji. Jednak w wolnym czasie studiował prawo i projektował nowe modele kotłów. W 1945 roku, po niemieckiej klęsce, wrócił do domu z notesem pełnym szkiców, planów i nowych pomysłów. Dwa lata później przejął od ojca rodzinny interes. W tym czasie zatrudnionych było 35 osób. W pierwszej kolejności młody Viessmann skoncentrował się na modernizacji urządzeń produkujących oraz na rozwoju nowości. Jeszcze przed 1949 liczba pracowników wzrosła trzykrotnie.

## Produkty
Firma Viessmann wytwarza produkty w 10 fabrykach zarówno na terenie Niemiec, jak również w innych krajach Europy. Ponadto Viessmann ma 111 oddziałów w Niemczech i w 34 innych krajach.

## Policealna Szkoła Nowoczesnych Technik Grzewczych
Firma Viessmann założyła w roku 2003 Policealne Studium Nowoczesnych Technik Grzewczych Akademii Viessmann, będące szkołą o ścisłym nastawieniu na kształcenie w zakresie zastosowania systemów grzewczych.